# Spangár András
Spangár András, Spangar (Nógrád, 1678. január 29. – Rozsnyó, 1744. március 14.) Jézus-társasági áldozópap.

## Élete
1694. október 15-én lépett a rendbe. Előbb a grammatikát és a humaniórákat tanította. 1702-ben nevezték ki az esztergomi gimnáziumhoz tanárnak; 1705 körül a pesti belvárosi templom plébánosa is volt; 25 évig lelkészkedett Magyarországon. 1730-től a kőszegi, később ungvári rendházat kormányozta.

## Munkái
- Bibliothecae SS. Patrum Synopsis, in qua pro singulis Dominicis et festis diebus indicantur Patres, qui pro illis Sermones scriptos reliquerunt. Tyrnaviae, 1721
- Concordantiae novae universales tripartitae, sive Nomina et Vocabula communi mortalium usu recepta, resque iisdem significatae e praestantissimis quibusque orbis literati Scriptoribus et Authoribus tum sacris tum profanis etc. enucleatae, de nova nunc methodo ad maiorem quaerentium praxim ordine alphabetico tripartito digestae et concordatae. Uo. 1721
- Concordantiae Marianae, sive quae ad laudem Dei Matris pertinent, adnotatis Autorum nominibus et operibus. Uo. 1721
- A magyar krónikanak, a mellyet elsőben meg írt, s kibotsátott ... Pethő Gergely 373. eszt.-től fogva 1626. eszt.-ig nyom. Bécsben 1660. eszt. Az után pedig azon históriát continuálván újonnan kinyomtattatta, és szüntelen dolgokkal szaporította gróf Kálnoki Sámuel ... nyomt. Bécsben 1702. Tovább való terjesztése avagy negyedik, ötödik és hatodik része foglalván magában száz és hat esztendőt 1627. eszt.-től fogva 1732. esztendeig, iratott és szép Toldalékokkal szaporíttatott Spangar András jezsuita által. Kassa, 1734. (Ujabb kiadása: Magyar krónika diszessen, és rövédeden elő adván Magyar országnak kezdetét, régi, és mostani osztását, részeit, tartományait, vármegyéit, városit, királyit, tisztviselőit, mivoltát, úgy Magyar Nemzetnek eredetét, Scythiából való kijövetelét, hadakozásit, a régi és mostani Magyaroknak magaviselését, Törvény, más Nemzetek előtt való tekéntetét és dolgait. Kinek is három három első Főrészeit, stb. elsőben írta Pettő Gergely, a három utolsó Fő-részeivel peniglen stb. azon krónikát terjesztette, szaporította és a Magyarok tanuságára ki-botsátotta. De legfőképpen a magyarok bibliothékájával, az az a magyar, avagy a magyar szent korona alatt lévő országokból származandó írókból szerzett, és itt könyveknek lajstromával azon kronikát terjesztette, és a magyarok tanuságára kibocsátotta. Kassa, 1738)
  - Rövid magyar kronika sok rend-béli fő historiás könyvekből nagy szorgalmatossággal egybe szedettetett és irattatott Petthö Gergelytül / A' magyar kronikanak a' mellyet megirt Petthoe Gergely szaporitatta Kalnoki Samuel, tovabb valo terjeztése Spangar Andras által; hasonmás kiad.; Dharma, Bp., 1993; Kossuth, 2003 (Amor librorum)
- Libelli de controversiis ...

### Kéziratban maradt
- Magyar Könyvtár, melyben a magyarúl írók, munkáiknak ismertetésével együtt felsorolvák; Splendores SS. Ordinum et Institutorum religiosorum utriusque nexus tam in communi quam particulari, in forma Concordantium propositi (a Kaprinai-féle gyűjteményben A. f. T. L. II. 829. a budapesti egyetemi könyvtárban); Concordantiae concionnatoriae; Societas Jesu Concordantiis illustrata, sive litteraria eorum Autorum et Scriptorum concordia, a quibus S. J. medulla et praerogativae exponuntur, Sanctorum et Beatorum Gloria praedicatur, filiorum ac sociorum functiones explanantur, amicorum et fautorum praeconia celebrantur, adversariorum et invidorum tella retunduntur, denique qui de ejusdem Societatis personis ac rebus quoquomodo scripsere.

## Külső hivatkozások
Spangár András. In: Jezsuita névtár